# Lygropia cernalis
Lygropia cernalis là một loài bướm đêm trong họ Crambidae.